# Lista wodospadów Peru
Część wodospadów w Peru, wśród których znajdują się jedne z najwyższych na Ziemi.
| Nazwa                              | Wysokość całkowita (m) | Najdłuższy spad | Liczba progów | Wysokość szczytu (m n.p.m.) | Wysokość podstawy (m n.p.m.) | Rzeka      | Region         | Współrzędne                                     | Zdjęcie | Uwagi                           |
| ---------------------------------- | ---------------------- | --------------- | ------------- | --------------------------- | ---------------------------- | ---------- | -------------- | ----------------------------------------------- | ------- | ------------------------------- |
| Catarata de Ahuashiyacu            |                        | 35              | 3             |                             |                              |            | San Martín     | 6°27′18,5″S 76°18′29,6″W/-6,455128 -76,308222   |         |                                 |
| Cataratas del Breo                 | 140                    |                 |               |                             |                              |            | San Martín     |                                                 |         | Park Narodowy Río Abiseo        |
| Cataratas de Cayumba               | 70                     |                 |               |                             |                              |            | Huánuco        |                                                 |         |                                 |
| Cataratas Chinata                  | 580                    |                 | 2             | ok. 3000                    | ok. 2500                     |            | Amazonas       | 5°57′06,6″S 77°55′03,7″W/-5,951842 -77,917697   |         |                                 |
| Cataratas Chorro Blanco De Cutervo | 130                    |                 |               |                             |                              |            |                |                                                 |         |                                 |
| Cataratas Chorro Blanco            | 106                    |                 |               |                             |                              |            | Cajarmaca      |                                                 |         |                                 |
| Catarata Ducha del Diablo          | 105                    |                 |               |                             |                              |            | Ucayali        | 9°03′55,8″S 75°40′43,3″W/-9,065492 -75,678683   |         |                                 |
| Catarata El Tirol                  | 35                     | 30              | 3             |                             |                              |            | Junín          | 11°08′13,1″S 75°19′54,2″W/-11,136981 -75,331733 |         |                                 |
| Cataratas del Gera                 | 120                    |                 |               |                             |                              |            | San Martín     |                                                 |         |                                 |
| Catarata Gocta                     | 771                    | 540             | 2             | 2500                        | 1729                         | Cocahuayco | Amazonas       | 6°01′23″S 77°53′14″W/-6,023056 -77,887222       |         |                                 |
| Catarata de Huacamaillo            | 20                     |                 |               |                             |                              | Cumbaza    | San Martín     | 6°23′17,9″S 76°24′05,7″W/-6,388303 -76,401575   |         |                                 |
| Catarata Mara Jiray                | 300                    |                 |               |                             |                              |            | Áncash         |                                                 |         |                                 |
| Cataratas Numparket                | 120                    |                 |               |                             |                              |            | Amazonas       |                                                 |         |                                 |
| Cataratas Los Monos                | 70                     |                 |               |                             |                              | Huallumnío | Junín          |                                                 |         |                                 |
| Catarata Pabellón                  | 400                    |                 |               |                             |                              |            | Amazonas       |                                                 |         |                                 |
| Cataratas de Palacala              | 47                     | 35              | 2             |                             |                              |            | Lima           |                                                 |         | kaskada                         |
| Cataratas Parijaro                 | 267                    |                 |               |                             |                              | Parijaroni | Ayacucho Junín |                                                 |         | Park Narodowy Otishi            |
| Catarata de Pucayaquillo           | 20                     |                 |               |                             |                              |            | San Martín     |                                                 |         |                                 |
| Catarata San Juan de Ishanga       | 45                     |                 |               |                             |                              |            | San Martín     |                                                 |         |                                 |
| Catarata San Miguel                | 100                    |                 |               |                             |                              |            | Huánuco        |                                                 |         |                                 |
| Catarata de Santa Cruz             |                        |                 | 4             |                             |                              |            | San Martín     |                                                 |         |                                 |
| Catarata de Sipia                  | 106                    |                 |               |                             |                              |            | Arequipa       |                                                 |         | Rezerwat Krajobrazowy Cotahuasi |
| Cataratas las Tres Hermanas        | 914                    |                 | 5             |                             |                              | Cutivireni | Junín          | 11°58′40,1″S 73°38′53,0″W/-11,977814 -73,648067 |         | Park Narodowy Otishi            |
| Catarata de Toroyacu               | 100                    |                 |               |                             |                              |            | San Martín     |                                                 |         |                                 |
| Cataratas Velo de Plata            | 265                    |                 |               |                             |                              |            | San Martín     |                                                 |         |                                 |
| Catarata Yumbilla                  | 896                    |                 | 4             | 2723                        | 1828                         | Cocahuayco | Amazonas       | 5°55′08,4″S 77°54′06,8″W/-5,918997 -77,901900   |         |                                 |
| Catarata Zancudo                   | 150                    |                 |               |                             |                              |            | San Martín     |                                                 |         |                                 |